# Cymatium
Cymatium, deutsch auch die Kehlleiste, ist der Name einer Schneckengattung aus der Familie der Tritonschnecken, die mit bis zu 100 Arten in allen tropischen Regionen der Weltmeere vertreten ist. Die kleinen bis großen Schnecken leben räuberisch, wobei die Beutetiere je nach Art variieren.

## Merkmale

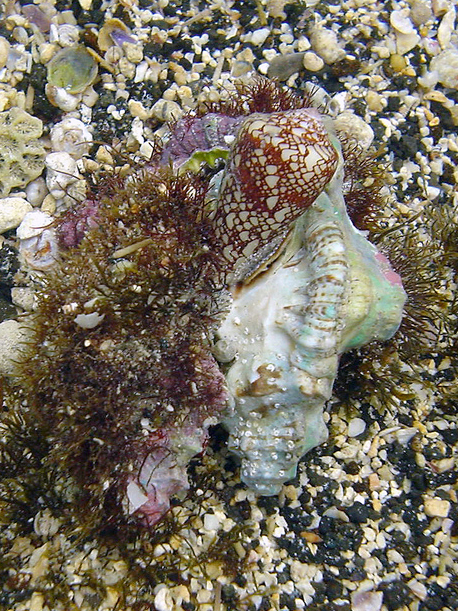
Ein Federkegel (Conus pennaceus) greift Nikobaren-Tritonschnecken (Cymatium nicobaricum) an.

Die rechtsgewundenen Gehäuse der Cymatium-Arten sind wie bei anderen trochospiral, also nicht in einer Ebene, sondern dreidimensional aufgerollt. Die Schnecken sind deutlich kleiner als die Tritonshörner (Gattung Charonia). In den Formen und Größen der Gehäuse wie in der Länge des Siphonalkanals gibt es eine größere Bandbreite.
Die meisten Cymatium-Arten leben in eher seichten tropischen Gewässern, es gibt aber auch einige Arten in gemäßigten Breiten und in Tiefen bis etwa 400 Meter.
Alle Cymatium-Arten sind getrenntgeschlechtlich und haben innere Befruchtung. Die Weibchen legen zahlreiche Eikapseln ab, die jeweils mehrere tausend Eier enthalten können. Es gibt keine Nähreier. Die Veliger-Larven machen bis zu ihrer Metamorphose eine pelagische Phase durch, die bei einigen Arten mehrere Monate dauert und diesen so zu einer weiten Verbreitung verhilft.
Alle bisher untersuchten Vertreter der Gattung Cymatium sind Fleischfresser, die sich je nach Art von Seescheiden, Röhrenwürmern, Muscheln, Schnecken oder Stachelhäutern, daneben auch von Aas ernähren. Mit Hilfe des sauren Speichels werden die Beutetiere gelähmt und ihr Kalkskelett aufgeweicht. Einige Cymatium-Arten, insbesondere Cymatium muricinum, können zu einem Problem in Muschelzuchten werden. Die winzigen Veliger-Larven der Schnecken können in Muschelkäfige eindringen, welche die Muscheln vor Fressfeinden schützen sollen, und nach ihrer Metamorphose als fertige Tritonschnecken im Käfig auf Beutejagd gehen.
Während einige Cymatium-Arten in der Lage sind, auch Kegelschnecken zu erbeuten, treten einige Kegelschneckenarten wiederum als Fressfeinde von Cymatium auf, darunter Conus textile und Conus pennaceus.

## Systematik
Für die Gattung Cymatium sind ungefähr 100 Arten und mindestens 10 Unterarten beschrieben worden. In jüngster Zeit ist die Gattung in mehrere kleinere aufgeteilt worden.